# The Brotherhood V: Alumni
The Brotherhood V: Alumni è un film del 2009 diretto da David DeCoteau. Si tratta del quinto film della serie di film horror omoerotici Brotherhood.

## Trama
I più popolari studenti della Sunnydale High School vengono invitati ad una riunione di ex alunni in quella che una volta era la loro scuola che versa ora in stato di abbandono. Inizieranno ben presto ad essere presi di mira da un killer misterioso, forse già autore in passato di misteriosi crimini rimasti irrisolti.